# 게이머 (2009년 영화)
《게이머》(영어: Gamer)는 2009년 공개된 미국의 SF 액션 영화이다.
2009년 9월 4일 북아메리카에서 개봉되어 비평가들로부터 대체로 부정 평가를 받았으며, 박스 오피스 실패작으로 전 세계에서 제작비 5,000만 달러 대비 총 4,200만 달러를 벌어들였다.

## 줄거리
2034년 천재 프로그래머 켄 캐슬은 나노 기술을 이용해 사람의 뇌를 조종하고 시각을 공유할 수 있는 기술을 개발한다. 그는 이 기술을 활용해 게이머들이 실제 사람을 아바타처럼 조종하는 '소사이어티'라는 가상 현실 게임을 먼저 내놓은 뒤 '슬레이어스'라는 살인 게임을 출시한다. 슬레이어스는 자발적으로 참여한 사형수들이 실제 무기를 들고 싸우는 게임이다. 사형수들은 게임에서 30번 살아남으면 자유를 얻게 되며, 슬레이어스에서 '케이블'이라는 이름으로 27번이나 살아남은 최고의 인기 캐릭터는 10대 게이머 '사이먼'에게 조종을 당하고 있다.
캐슬의 기술에 반대하는 '휴먼스'라는 단체는 캐슬의 기술이 미래에 사람들을 강제로 조종하는 데 사용될 것이라고 경고하지만, 캐슬은 이를 무시한다. 케이블의 연승에 위협을 느낀 캐슬은 '핵맨'이라는 새로운 사형수를 슬레이어스에 투입하여 케이블을 제거하려 한다. 핵맨은 다른 캐릭터와 달리 게이머에게 조종받지 않기 때문에 반응 속도 지연 없이 훨씬 유리한 위치에 있다.
한편 케이블의 아내 '앤지'는 소사이어티에서 캐릭터로 일하며 돈을 벌지만 딸의 양육권을 되찾지 못하고 있으며 딸은 부유한 가정에 맡겨져 있다. 휴먼스는 케이블과 사이먼에게 접근하여 게임에서 탈출할 수 있는 방법을 제안하고, 사이먼은 게임 중 조종을 포기하기로 한다. 케이블은 탈출에 성공하지만 사이먼은 '치터'로 낙인찍히고 FBI에 체포된다.
케이블은 휴먼스의 은신처로 옮겨지지만 캐슬에 대항하는 싸움에 참여하는 것을 거부하고 앤지의 위치를 알아낸 후 그녀를 구출한다. 휴먼스는 앤지와 케이블의 뇌에 있던 나노 기술을 비활성화하고, 케이블은 자신이 군 복무 시절 나노 기술 실험 대상이었다는 것을 기억해낸다. 케이블은 캐슬에게 조종을 받아 자신의 친구를 죽이고 감옥에 가게 되었던 것이다. 케이블은 딸을 입양한 사람이 캐슬이라는 사실을 알게 되자 그의 저택에 침입해 딸을 되찾으려 한다.
캐슬은 자신의 뇌 98%가 나노 기술로 대체되었으며, 이를 통해 다른 사람을 조종할 수 있다는 것을 밝힌다. 캐슬은 공기 중으로 나노 기술을 퍼뜨려 전 국민을 지배하려는 계획을 세우지만 케이블은 캐슬의 계획을 폭로한다. 또한 사이먼은 다시 게임에 접속할 수 있게 된다. 캐슬은 케이블이 딸을 죽이도록 조종하지만 케이블은 저항하고 사이먼의 조종을 받아 캐슬을 공격한다. 케이블과 사이먼은 함께 캐슬을 제압하고, 케이블은 기술자들에게 나노 기술을 비활성화하도록 설득한다. 캐슬이 죽고 나노 기술이 비활성화되면서 소사이어티와 슬레이어스의 모든 캐릭터들은 자유를 되찾는다.

## 출연
- 제라드 버틀러
- 앰버 벌레타
- 마이클 C. 홀
- 키라 세지윅
- 로건 러먼
- 테리 크루스
- 앨리슨 로먼
- 루더크리스
- 에런 유
- 존 레귀자모
- 램지 무어
- 조이 벨
- 애슐리 리카즈

## 기타 제작진
- 배역: J.C. 캔투, 메리 버뉴
- 미술: 제리 플레밍
- 세트: 베티 버베리언
- 의상: 앨릭스 프리드버그
- 시각 효과: 대니 김